# غاري غاريسون
غاري غاريسون (بالإنجليزية: Gary Garrison)‏ هو كاتب سيناريو أمريكي، ولد في 3 مايو 1956.